# Elaeagnus bockii
Elaeagnus bockii — вид квіткових рослин з родини маслинкових (Elaeagnaceae). Поширення: Центральний Китай.

## Середовище
Населяє східні гірські схили, серед придорожніх чагарників; на висотах 600–2400(2900) метрів.

## Біоморфологічна характеристика
Це вічнозелений кущ заввишки 1–3 м. Колючки часто присутні, товсті; молоді гілки з щільними іржаво-коричневими або коричневими лусками. Ніжка листка коричнева, 4–8 мм; листкова пластинка від вузько видовжено-еліптичної до вузько ланцетної, 3–9 × 0.8–3.5 см, знизу зі сріблястими лусками, старі листкові пластинки з розсіяними коричневими лусками, зверху незабаром голі, бічні жилки 5–7 з кожного боку середньої жилки, злегка підняті з обох поверхонь, основа звужена, край дуже вузько загнутий, верхівка загострена або округла. Квіти 5–7 у пазухах. Квітконіжка 3–5 мм; плодоніжка 4–13 мм. Квіти білі, зовні густо лускаті; луски сріблясті, неправильно лопатеві, неглибоко рвані. Трубка чашечки 5–7 мм; частки овально-трикутні 2.5–3 мм, всередині рідко біло зірчасто лускаті, верхівка гостра. Кістянка червона, широко циліндрична, 1–1.2 см. Цвітіння: жовтень і листопад; плодіння: квітень.